# Liste der Stadtschreiber in Eppingen
Die Liste der Stadtschreiber in Eppingen führt die Stadtschreiber der Stadt Eppingen im Landkreis Heilbronn im nördlichen Baden-Württemberg vom 15. bis 19. Jahrhundert auf.

## Bedeutung
Stadtschreiber bezeichnete den mittelalterlichen oder frühneuzeitlichen Leiter einer städtischen Kanzlei. Durch seine Bildung, Erfahrung und lange Dienstzeit konnte er auf die Stadtentwicklung oft einen bedeutenderen Einfluss ausüben als der jeweils nur kurzfristig amtierende Bürgermeister. Für Eppingen ist schon im Jahr 1489 ein juristisch ausgebildeter Stadtschreiber nachzuweisen. Der Stadtschreiber stand an der Spitze der städtischen Verwaltung und gehörte auch in der mittelalterlichen Reichsstadt Eppingen zu den einflussreichsten Männern der Stadt. Seine Geschäftserfahrung und seine Rechtskenntnisse machten ihn zu einem unverzichtlichen Ratgeber.

## Amtszeit
Es war allgemein üblich, Stadtschreiber auf längere Zeit zu bestellen. Sofern nichts dazwischen kam, ergab sich in der Regel eine Lebensstellung. Die Absicht war dabei, die Kontinuität in der Stadtpolitik sicherzustellen. Die offiziellen Stadtoberen, die Bürgermeister, konnten diese Forderung bei ihrer kurzen Amtszeit und dem kurzfristigen Wechsel nicht garantieren. 

## Liste der Stadtschreiber
Der früheste Nachweis eines Stadtschreibers in Eppingen datiert auf 1489, in einer Abschrift aus dem Jahr 1544. In der Zeit vom 15. bis ins 17. Jahrhundert lässt sich die Reihe der Stadtschreiber nur lückenhaft darstellen, danach sind die Namen in kontinuierlicher Reihenfolge bekannt.
- 1489		Johannes Cober
- 1503–1525	Melchior Markart
- 1544		Frantz Dieffenbacher
- 1577–1591	Johann Walter
- 1595		Gregorius Kleiver
- 1598–1603	Joseph Aschawer
- 1620–1633	Johannes Philippus Ölinger (Böllinger?)
- 1640–1641	Johannes Erbermann
- 1642–1644	Christian Junghans
- 1651–1655	Hanß Jacob Lumpert
- 1656–1662	Johann Jakob Steinbach
- 1663–1673	Johann Jörg Dieffenbacher
- 1674–1679	Johann Thomas Berntz
- 1680–1682	Dionysius Rottengatter
- 1682–1693	Geord Ernst Hunerhag (?)
- 1693–1718	Johann Jacob Doll
- 1719–1757	Johann Sebastian Werner
- 1757–1762	Andreas Rancke
- 1763–1788	Wolfgang Dieme (oder Diemar) (* 10. Juni 1713; † 15. August 1788 in Eppingen)
- 1774		Ludwig Dick
- 1802		Staaden (1812  Amtsschreiber und Stadtschreiber)
- 7. Jan. 1813	Fitzer (Ratschreiber)
- 7. Apr. 1813	Grimmer (Ratschreiber)